# Schatz von Rethel

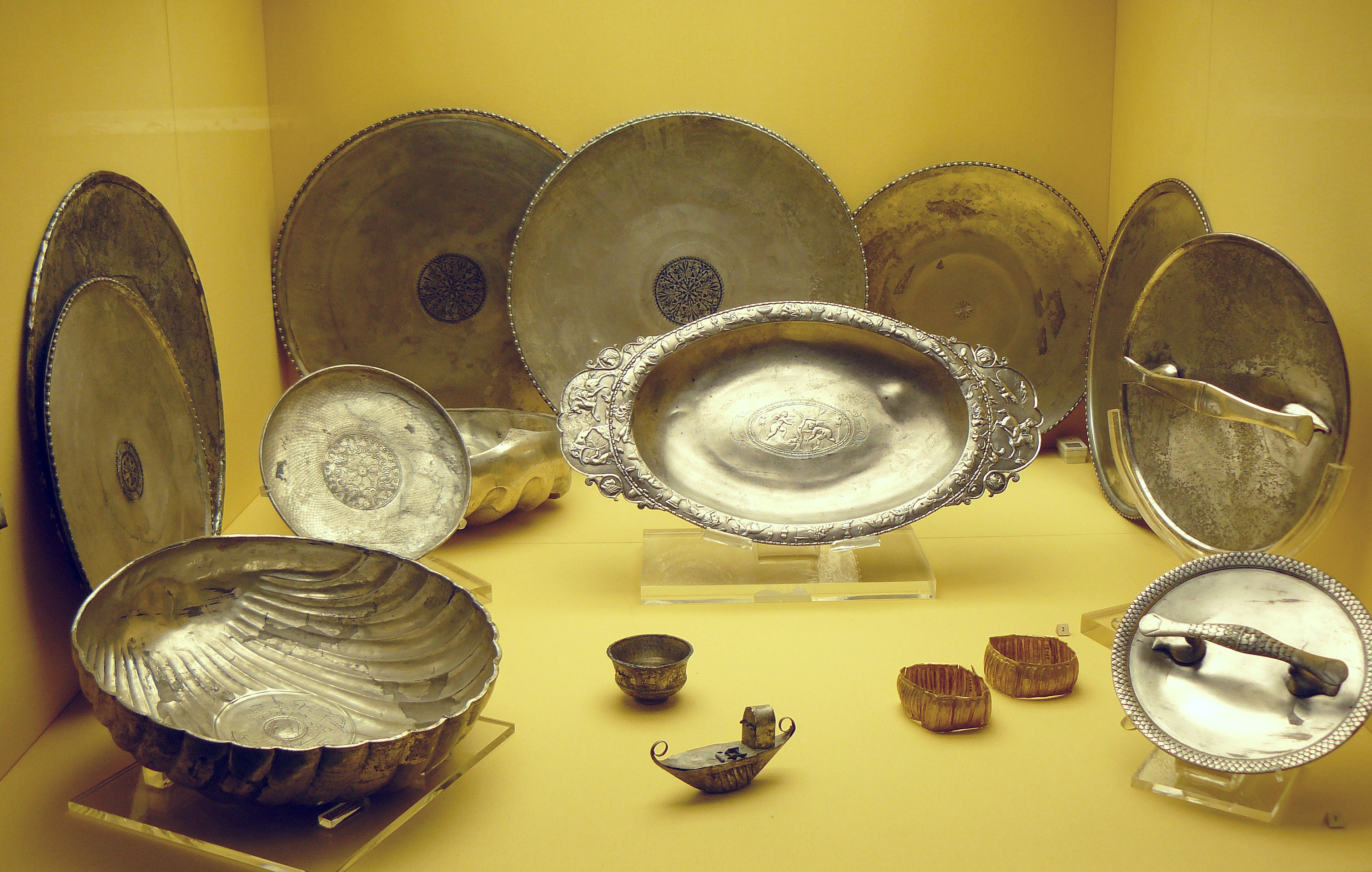
Die Objekte aus dem Schatz von Rethel. Rechts die beiden Spiegel, in der Bildmitte vorn das Schiffchen, dazwischen die Armreifen.

Der Schatz von Rethel ist ein römischer Depotfund, der 1980 in Rethel im Département Ardennes gefunden wurde. Insgesamt wurden 13 Silberobjekte mit einem Gesamtgewicht von 16,6 kg gefunden, außerdem zwei goldene Armringe. Verborgen wurde das Ensemble wohl in der Zeit von Germaneneinfällen in den 260er bis 270er Jahren in einem schlecht erhaltenen Bronzegefäß. Einige Stücke waren in Stoff gewickelt, von dem sich Fragmente erhalten haben. Der Schatzfund befindet sich heute im Musée d’Archéologie nationale in Saint-Germain-en-Laye.

## Funde

### Tafelgeschirr

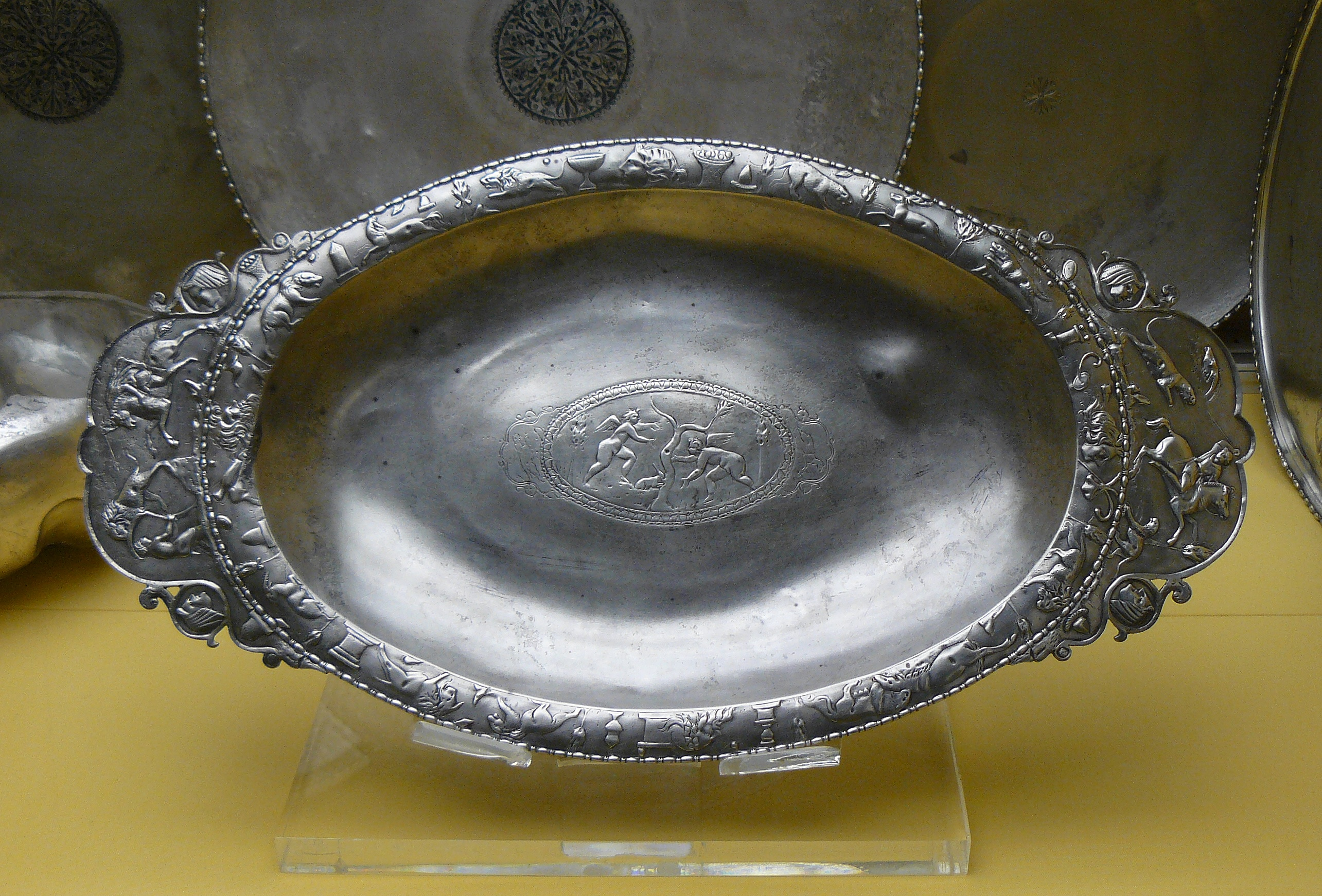
Ovales Tablett mit Jagdmotiven

Die meisten Silberobjekte lassen sich dem Gebrauch bei der Tafel sowie bei der Toilette zuweisen.
Die seitlichen Handhaben eines großen ovalen Tabletts (L. 51,2 cm, Gewicht 1,482 kg) zeigen Jagdmotive: auf der einen Seite verfolgt ein Reiter einen Löwen, auf der anderen wirft ein Jäger einen Speer nach einem Pantherweibchen. Der Randfries zeigt unter anderem Tiere und Masken. Im Mittelmedaillon haschen zwei Eroten nach einem Hasen. Auf der Rückseite trägt das Stück eine Gewichtsangabe und den Besitzernamen Silvester.
Ein kleiner Becher ist mit einem zweizonigen Relief versehen (unten Seewesen, darüber bacchische Motive).
Insgesamt sind sechs Teller bzw. Platten gefunden worden. Bei einem Exemplar findet sich ein geometrisches Mittelmedaillon, von einer möglichen Niellierung ist nichts erhalten. Die Wand dieser Platte ist mit einem flächigen geperlten Muster versehen.
Eine weitere Platte mit Perlstabrand ist in der Mitte mit einer Rosette versehen. Eine weitere mit ähnlicher Randverzierung weist ein einfaches geometrisches Nielloornament auf. Bei den übrigen Platten ist das zentrale, nivellierte Ornament aufwändiger gestaltet.

### Gegenstände der Toilette

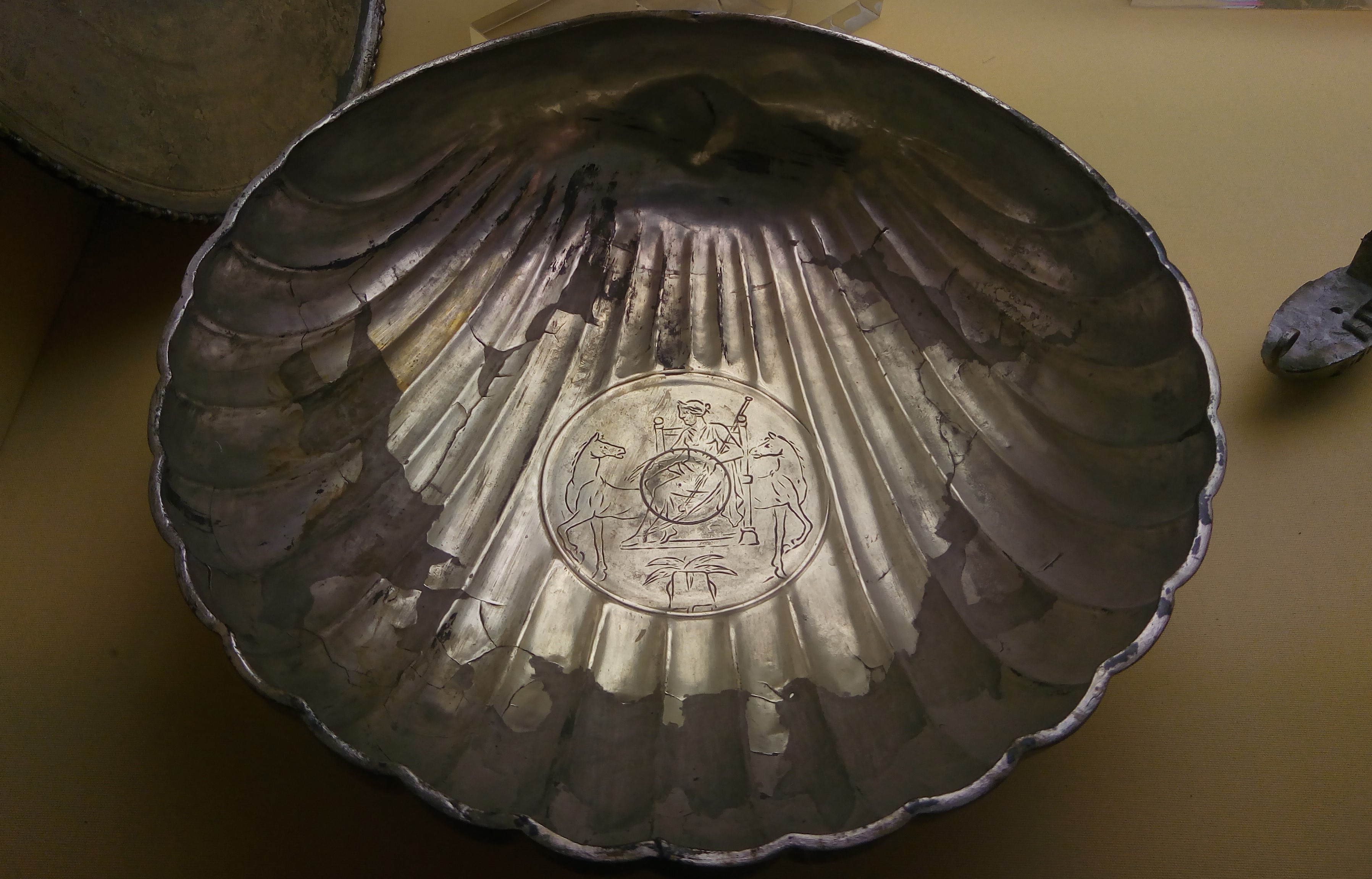
Becken mit Darstellung der Göttin Epona

Zum Toilettengeschirr gehört ein muschelförmiges Becken, wie es in gleichartiger Form im Schatz von Graincourt vorkommt. Ein weiteres muschelförmiges Becken hat ein Mittelmedaillon mit Darstellung der thronenden Göttin Epona, beidseitig von Pferden flankiert. Beide Becken dienten als Waschgefäße. Zum Toilettengerät gehören außerdem noch zwei runde Spiegel mit Griffen (in Form von Fingern) auf der Rückseite.

### Schiffchen
Die Interpretation eines kleinen Schiffes aus Silber (L. 12,75 cm, Gewicht 42 g) ist nicht gesichert. Eine Funktion als Votivgabe wurde nicht ausgeschlossen, möglicherweise diente es aber auch als Tischdekoration bei der Tafel. Der 1628 gefundene und kurz darauf eingeschmolzene Silberschatz von Trier enthielt ebenfalls ein „Schiffchen“, dessen Funktion nicht genau geklärt ist (Parfumbehälter?).

### Armringe
Die beiden gerippten Goldarmringe sind die einzigen Schmuckstücke des Ensembles. Sie unterscheiden sich lediglich etwas in der Größe, ein Exemplar hat einen Maximaldurchmesser von 9,5 cm und wiegt 52,57 Gramm, das andere wiegt bei einem Maximaldurchmesser von 8,8 cm 44,65 Gramm.